# Max Weber
Pour les articles homonymes, voir Max Weber (homonymie) et Weber.
Max Weber [maks vebɛʁ] (en allemand [maks ˈveːbɐ]), né le 21 avril 1864 à Erfurt, alors dans le royaume de Prusse, et mort le 14 juin 1920 à Munich, est un économiste et sociologue allemand originellement formé en droit.
Considéré comme l'un des principaux fondateurs de la sociologie, et fondateur de la sociologie compréhensive, il s'intéresse au sens que les individus donnent à leur action. Ainsi, dans cette perspective, il faut comprendre l'action sociale du point de vue du sens et des valeurs et pas uniquement à partir des contraintes sociales extérieures (c'est-à-dire des structures sociales et matérielles). Ce qui le distingue d'un autre fondateur de la sociologie : Émile Durkheim. La sociologie wébérienne n'est pas seulement compréhensive et actionniste, elle est également historique, comparatiste, contextuelle et multicausale.
Il publiera deux œuvres majeures : L'Éthique protestante et l'Esprit du capitalisme (1905) et Économie et société (1922), et élaborera plusieurs notions importantes en sciences sociales : l'idéal-type, les types de l'action sociale (rationnelle en finalité, rationnelle en valeur, traditionnelle, affectuelle), les types de domination légitime (légale-rationnelle, traditionnelle, charismatique), les types de rationalités (pratique, théorique, substantielle et formelle), la cage de fer, la communalisation et la sociation, la bureaucratisation, le désenchantement, la neutralité axiologique ou impératif de non-imposition des valeurs.
En marge de son travail de recherche, Weber s'est engagé dans l'action politique, contribuant notamment à la rédaction de la Constitution de Weimar pour la république de même nom en 1919.
Après sa mort, son épouse, née Marianne Schnitger, également sociologue et connue pour ses positions féministes, a fait publier ses derniers manuscrits. Son œuvre n'a été traduite en France qu'à partir de 1959. Elle connaît aujourd'hui une réputation internationale.

## Introduction: approche, objets d'étude, œuvre, thèmes et concepts

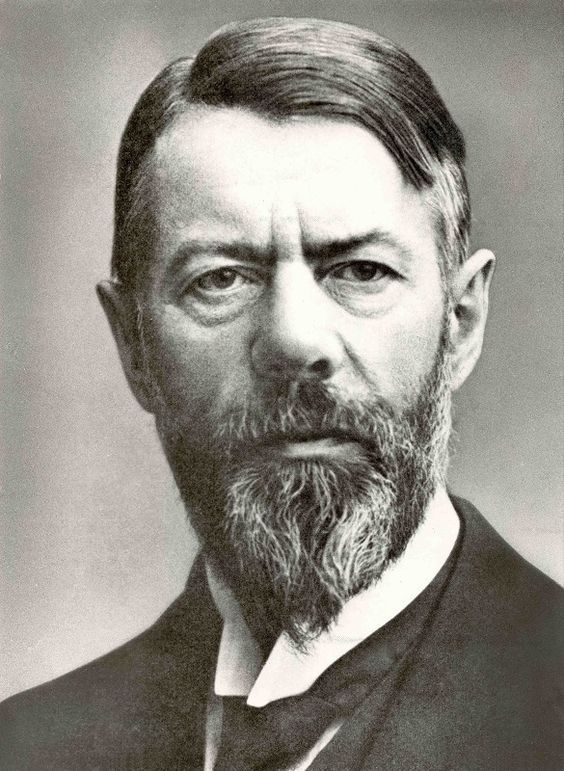
Max Weber.

Max Weber est considéré comme le fondateur de la sociologie compréhensive. Son article Essai sur quelques catégories de la sociologie compréhensive (1913), abordait les difficultés de l'interprétation du sens de l'activité humaine. Le sens subjectivement visé par un acteur à l'égard d'autrui est au cœur de la sociologie de Max Weber. Autrement dit, dans cette perspective, il faut comprendre également l'action du point de vue du sens et des valeurs et pas uniquement à partir des seules causes et contraintes extérieures. Ainsi, il se distingue de l'approche d'Émile Durkheim qui s'intéresse aux « faits sociaux » : collectifs, extérieurs et contraignants.
Max Weber a abordé une diversité d'objets d'étude : les rapports entre l'économique et le social, l'analyse des formes de pouvoir, la sociologie comparée des religions, la rationalité des comportements, la bureaucratisation des sociétés modernes, la science et le politique, …. De plus, comme l'indique la philosophe Catherine Colliot-Thélène, « Weber est issu d'un milieu académique très différent du nôtre » ce qui rend difficile de le ranger dans une discipline en particulier. En effet, les sociologues Jean-Pierre Durand et Robert Weil rappellent que plusieurs disciplines lui sont familière : sociologie, histoire, économie politique, science politique, ….
L’œuvre de Max Weber est diverse et éparse : elle consiste moins en livres qu'en articles, rassemblés en volumes après sa mort pour la plupart. Le sociologue Raymond Aron propose un classement thématique : (1) les études de méthodologie, de critique et de philosophie (ex : Essais sur la théorie de la science) ; (2) les ouvrages historiques ; (3) les travaux de sociologie de la religion (ex : L'Éthique protestante et l'Esprit du capitalisme) ; (4) le traité de sociologie générale (Économie et société). La philosophe Catherine Colliot-Thélène proposera une classification assez proche : (1) ses enquêtes ; (2) ses travaux historique de l'Antiquité ; (3) ses textes méthodologiques ; (4) ses travaux de sociologie des religions ; (5) ses textes politiques. On retient généralement deux œuvres clés : L'Éthique protestante et l'Esprit du capitalisme (1905) et Économie et société (1922),. La première est une recherche sur la singularité culturelle de la civilisation occidentale moderne : le capitalisme . En résumé, il défend l'idée d'une source religieuse (protestantisme) de la rationalisation économique (capitalisme), ou plus précisément d'une « affinité élective », c'est-à-dire une adéquation significative, entre ethos calviniste et un esprit capitaliste,. La seconde est un ouvrage posthume qui rassemble des écrits divers concernant notamment des concepts fondamentaux de la sociologie. Il expose ainsi une série de définition concernant des notions générales : l'action sociale, la communalisation et socisation, la rationalité formelle et la rationalité matérielle de l'économie, les types de dominations (légale-rationnelle, traditionnelle, charismatique), ….
Un des thèmes majeurs de Max Weber est la rationalité et le processus de rationalisation,,,,,,. Dans sa conception diachronique, la rationalisation vise à rendre compte de la spécificité de l'Occident où s'est développé une forme particulière de rationalisme permettant la maîtrise croissante du monde : dans la modernité il n'y a plus de puissances mystérieuses et imprévisibles interférant dans la vie sociale, celle-ci devient matière et prévisible. Dans sa conception synchronique, la rationalisation fait référence à la société moderne : elle se caractérise par une expansion de la rationalité dans toutes les sphères de la vie sociale (économie, droit, administration, science, art, etc.), et par le fait que les acteurs sociaux sont orientés moins par les actions rationnelles par rapport aux valeurs que par les actions rationnelles par rapport aux fins.
Max Weber a proposé une pluralité de concepts, parmi lesquels : l'idéal-type, les types de l'action sociale (rationnelle en finalité, rationnelle en valeur, traditionnelle, affectuelle), les types de domination (légale-rationnelle, traditionnelle, charismatique), la cage de fer , communalisation et sociation, la bureaucratisation, le désenchantement, la neutralité axiologique ou impératif de non-imposition des valeurs,,,,,,.

## Biographie

### Famille

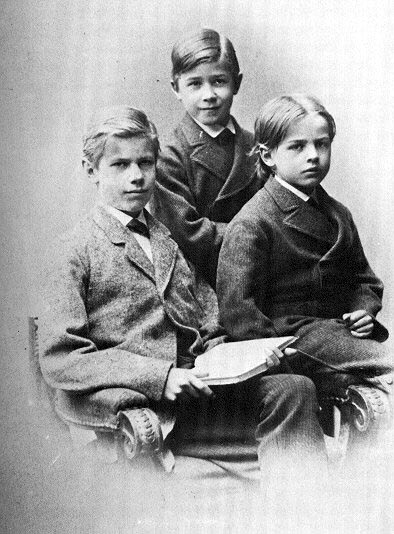
Max Weber et ses frères en 1879.

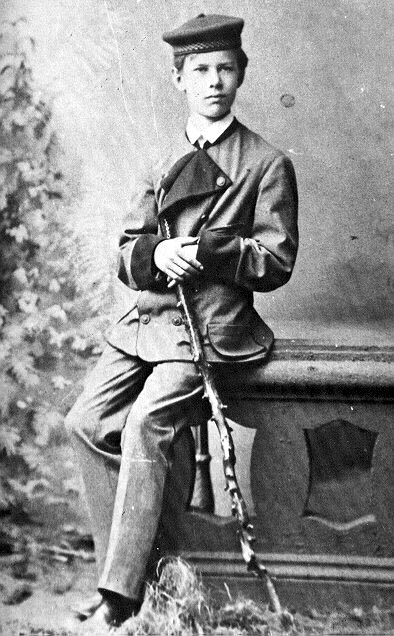
Max Weber en 1878.

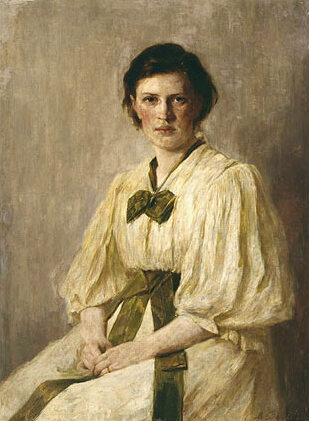
Marianne Weber née Schnitger.

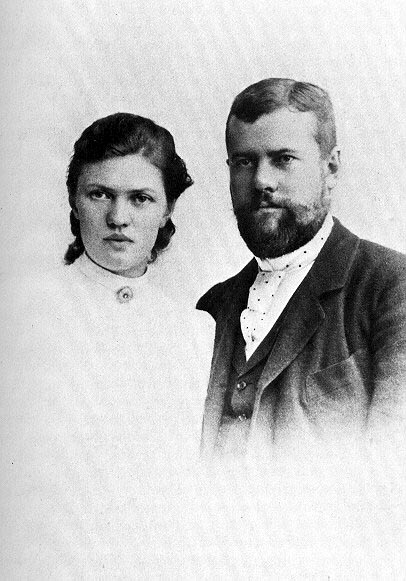
Max Weber et sa femme Marianne en 1893.

Karl Emil Maximilian Weber, aîné de huit enfants, naît dans une famille de la bourgeoisie protestante descendants de familles huguenotes, à Erfurt le 21  avril 1864,.
Son père, Max Weber Senior, a travaillé dans l'administration, avant de s'engager dans une carrière politique qui le mena d'Erfurt à Berlin, où il fut conseiller d'État et député du parti national-libéral au Reichstag ainsi qu'à la Chambre des représentants de la Prusse.
Sa mère (Hélène, née Fallenstein), d'origine huguenote par sa famille maternelle (Les Souchay), était une femme cultivée et profondément croyante.
Dès l'âge de 12 ans, le jeune Max Weber était un lecteur de Spinoza, Schopenhauer, Kant, Cicéron, Machiavel, etc. ce qui témoigne d'une précocité intellectuelle. À côté de ses études, le jeune Max Weber a également bénéficié de l'influence formatrice du milieu d'hommes politiques et de savants de premier plan qu'invitait son père à la maison.
En 1893, Max Weber épousa Marianne Schnitger (1870-1954), sa cousine au second degré, historienne du droit et fortement engagée dans les mouvements féministes. Elle eut un rôle décisif dans l'édition de l'œuvre de Max Weber supervisant la publication d'un très grand nombre d'écrits posthumes de son mari. D'après le sociologue François Bafoil, Max Weber appelait son épouse sa « camarade » (Gefährtin) mais lui imposait cependant la chasteté, alors qu'il a eu plusieurs maîtresses : Mina Tobler (de) et Else von Richthofen.
La maison de Max et de Marianne à Heidelberg, où ils habitèrent à partir de 1897, devint un lieu de rencontre des intellectuels : parmi lesquels le théologien Ernst Troeltsch, le juriste Georg Jellinek, les sociologues Georg Simmel, Robert Michels, Werner Sombart, les philosophes Wilhelm Windelband, Heinrich Rickert, Karl Jaspers, Ernst Bloch et Georg Lukács.
Un de ses frères cadets (né en 1868), Alfred Weber, devient également un éminent sociologue et économiste.

### Formation
Après l’obtention de son Abitur (équivalent du baccalauréat), il s’inscrivit en droit à la faculté d’Heidelberg. Outre les cours de droit, il y suivit des cours d’économie politique, de philosophie, d’histoire et de théologie. En 1886, il obtient sa licence en droit.
Max Weber obtient son doctorat en 1889, sous la direction du professeur Levin Goldschmidt (de), avec une thèse portant sur l'histoire des sociétés commerciales dans les villes italiennes du Moyen Âge ; et en 1891 il achève sa thèse d'habilitation en droit, L’importance de l’histoire agraire romaine pour le droit public et privé (Die römische Agrargeschichte in ihrer Bedeutung für das Staats und Privatrecht),,.
Après l’obtention de son doctorat (1889), Max Weber s'inscrit au barreau de Berlin,.

### Professeur d'université
Max Weber commence sa carrière de professeur en enseignant le droit commercial et le droit allemand en tant que Privatdozent (enseignant non titulaire, sans rémunération) à l'université de Berlin en 1893, avant d'être nommé, dès 1894, professeur titulaire sur une chaire d'économie et de finance à l'université de Fribourg-en-Brisgau, puis sur une chaire à l'université de Heidelberg en 1896,.
Weber a cessé ses activités d'enseignement de 1903 à 1918 pour des raisons de santé et ne les a reprises que peu de temps avant sa mort, à Vienne, où il enseigna un semestre en 1918, puis en 1919 à Munich où il succédait à Brentano sur une chaire de « Science de la société, histoire économique et économie politique ».

### Santé
À  partir de 1897, Max Weber souffre de troubles nerveux qui l'amenèrent à abandonner sa chaire d'enseignement. Il effectua plusieurs cures de soin dans divers établissements spécialisés en Allemagne, en Suisse et en Italie. La nature de ces troubles et leur origine (hérédité, configuration familiale, impuissance sexuelle) restent un sujet de spéculation pour ses biographes.

### Autres activités académiques
Max Weber a participé activement à la vie scientifique : 
En 1887, il devient membre du Verein für Sozialpolitik (Association pour la politique sociale), une association fondée en 1873, qui regroupe des universitaires qui s'intéressent aux questions sociales,.
En 1903-1904, en collaboration avec Werner Sombart et Edgar Jaffé, il a pris la responsabilité éditoriale de la revue Archiv für Sozialwissenschaft und Sozialpolitik (Archives pour la science sociale et la politique sociale, désormais : Archiv),.
En 1904, à l'occasion d'un voyage aux États-Unis pour assister à un congrès de sciences sociales à Saint-Louis, il donne une conférence sur le capitalisme et la société rurale en Allemagne.
En 1908, il organise l'Association allemande de sociologie et lance une collection d'ouvrages de sciences sociales.

### Première Guerre mondiale
En 1914, lorsque la Première Guerre mondiale éclate, Max Weber, qui a 50 ans, demande à être rappelé comme officier de réserve : jusque fin 1915, il dirige un groupe d'hôpitaux de la région d’Heidelberg.
Entre 1917 et 1918, il remplit diverses missions officieuses, à Bruxelles, à Vienne et à Budapest.
En 1918, il fait partie de la délégation allemande qui signe le traité de Versailles et en 1919 il fait partie de la commission chargée de rédiger la nouvelle Constitution du Reich.
Pendant cette période, il poursuit ses activités académique : publication de L'Éthique économique des religions universelles (1915) ; publication de Hindouisme et Bouddhisme (1916) ; publication de Le Judaïsme antique (1917) ; il donne deux conférences à l'Université de Munich, Le métier et la vocation de savant (1918) et Le métier et la vocation de l'homme politique (1918). Ces dernières seront rassemblées dans Le Savant et le Politique.

### Mort

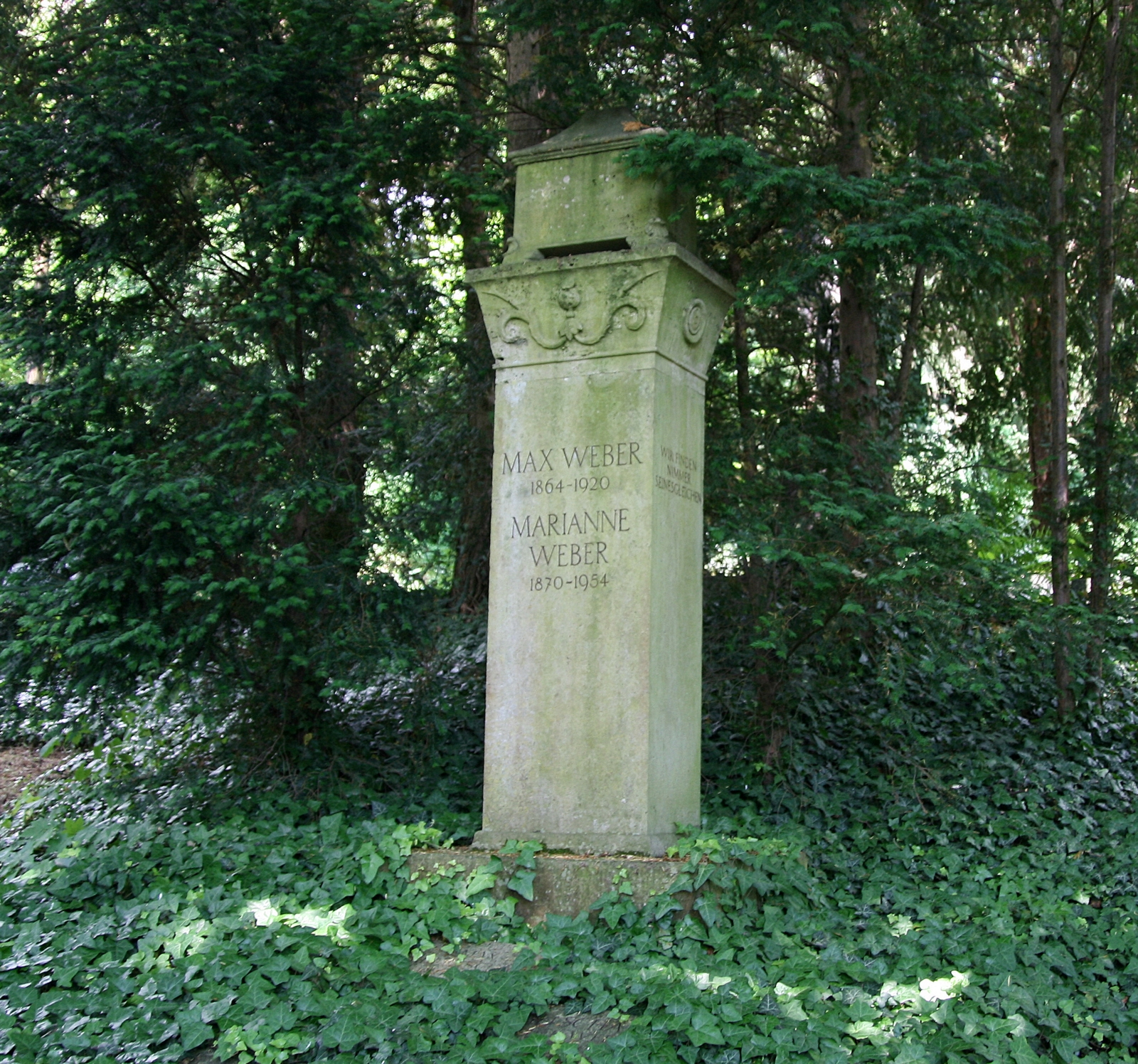
Tombe de Max et Marianne Weber au Bergfriedhof de Heidelberg.

Max Weber est mort le 14  juin 1920, à 56  ans, d'une pneumonie consécutive à une grippe mal soignée.
Avec lui s'éteint la première génération de sociologues, puisque Émile Durkheim et Georg Simmel sont décédés peu de temps auparavant (respectivement en 1917 et 1918).
À sa mort, Max Weber laisse une œuvre inachevée, qui sera rassemblée et publiée après sa mort : en 1919, notamment, il avait poursuivi la rédaction d'Économie et Société, qui sera publié en 1922 par sa femme, Marianne Weber,.

## La sociologie compréhensive de Max Weber

### Définition de la sociologie

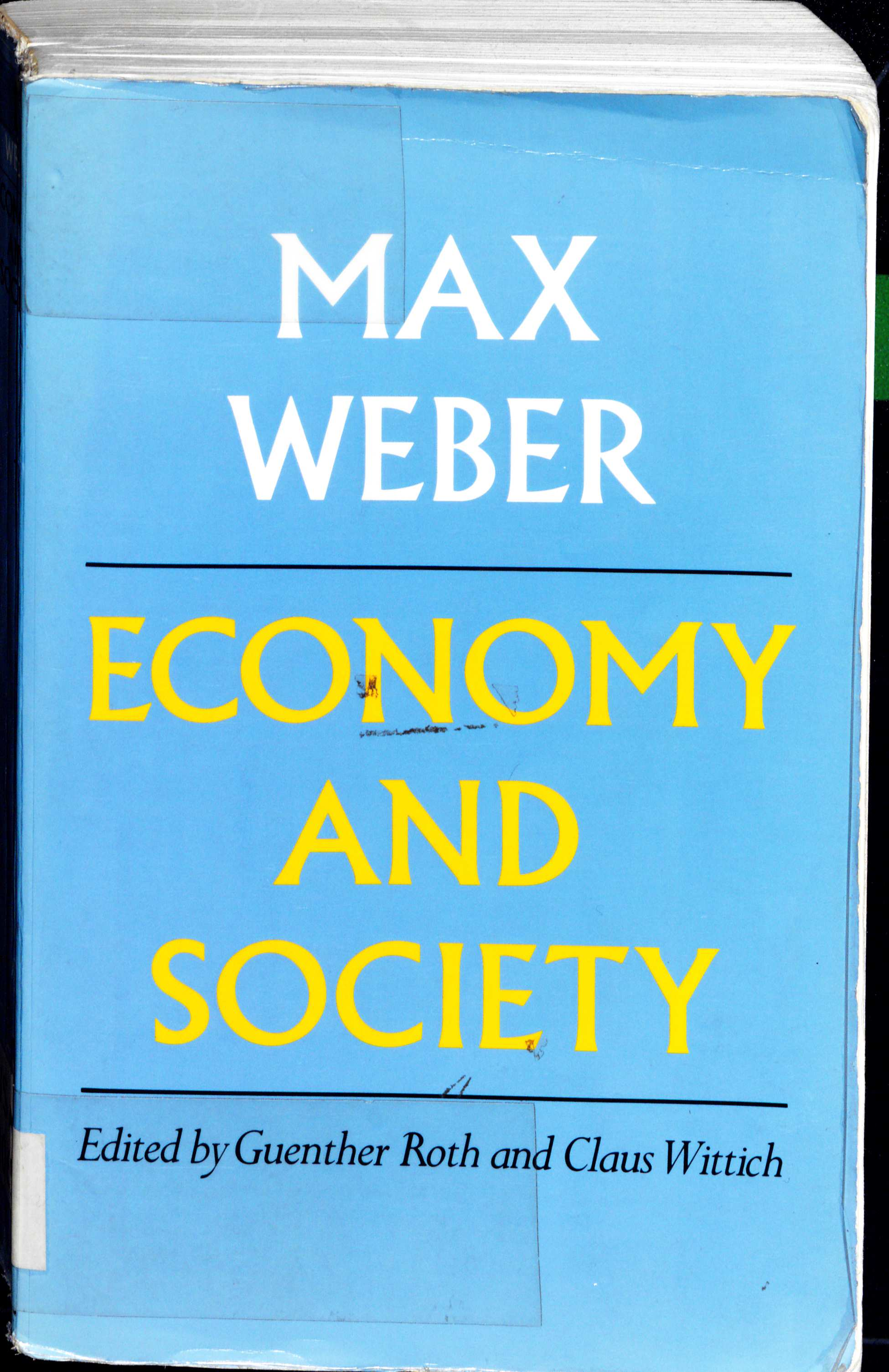
Max Weber Economy and Society (1978).

Un passage du livre (posthume) de Max Weber, à savoir Économie et société, propose une définition de la sociologie :

« Nous appelons sociologie (au sens où nous entendons ici ce terme utilisé avec beaucoup d’équivoques) une science qui se propose de comprendre par interprétation l’action sociale et par là d’expliquer causalement son déroulement et ses effets. Nous entendons par “action” un comportement humain (peu importe qu’il s’agisse d’un acte extérieur ou intime, d’une omission ou d’une tolérance), quand et pour autant que l’agent ou les agents lui communiquent un sens subjectif. Et par action “sociale”, l’action qui, d’après son sens visé par l’agent ou les agents, se rapporte au comportement d’autrui, par rapport auquel s’oriente son déroulement »

D'abord, Weber définit ce qu'est une action sociale et ce qui n'en est pas : l’action sociale s’oriente par rapport au comportement passé, présent ou attendu d’autrui. N'est pas une action sociale : l’activité par rapport à un objet matériel ou bien une activité intime et personnelle (exemples : contemplation, prière) ; l’interaction non orientée entre deux individus (comme la collision entre deux cyclistes) ; une activité uniforme (tout le monde ouvre son parapluie), une activité influencée/déterminée par autrui (un mouvement de foule), une simple imitation.
Ensuite, Weber insiste sur le sens que les acteurs donnent à leur action. Autrement dit, toute activité sociale est définie comme un comportement auquel l’acteur attribue un sens subjectif,. Cette définition de l'action sociale, correspond à ce que le sociologue Guy Rocher désigne par « la définition subjective de Max Weber » ; elle se distingue de la définition objective d’Émile Durkheim.

### Comprendre et par là expliquer
Dans son ouvrage consacré à Max Weber, la philosophe Catherine Colliot-Thélène met en garde « lire la méthodologie wébérienne à travers l'opposition [...] entre "expliquer" et "comprendre" ». En effet, pour Max Weber, comprendre l'action sociale en fonction du sens subjectif qui la structure permet d'expliquer à la fois son déroulement et ses effets, : « Nous appelons sociologie [...] une science qui se propose de comprendre par interprétation l’activité sociale et par là d’expliquer causalement son déroulement et ses effets. (Max Weber, Économie et société, 1971, Plon, p.4) ». Dans leur manuel Histoire des pensées sociologues, les sociologues Jean-Pierre Delas et Bruno Milly soulignent que cette approche (qui prend en compte la subjectivité des acteurs) se distingue de celle d'Émile Durkheim .

### Typologie des déterminants de l'action sociale
L'action sociale est au cœur de l'objet d'étude de la sociologie wébérienne. Dans leur manuel Histoire des pensées sociologues, les sociologues Jean-Pierre Delas et Bruno Milly présentent Max Weber comme « sociologue de l'activité sociale » et la philosophe Catherine Colliot-Thélène, dans son ouvrage La Sociologie de Max Weber, cite un passage du livre (posthume) de Max Weber, à savoir Économie et société, dans lequel il mentionne l'action sociale :

« Nous entendons par “action” un comportement humain (peu importe qu’il s’agisse d’un acte extérieur ou intime, d’une omission ou d’une tolérance), quand et pour autant que l’agent ou les agents lui communiquent un sens subjectif. Et par action “sociale”, l’action qui, d’après son sens visé par l’agent ou les agents, se rapporte au comportement d’autrui, par rapport auquel s’oriente son déroulement »

Weber insiste sur le sens que les acteurs donnent à leur action. Autrement dit, toute activité sociale, c'est-à-dire un comportement auquel l’acteur attribue un sens subjectif, peut être comprise comme un des quatre types idéaux de détermination de l'action sociale (ou comme une de leur combinaison), c’est-à-dire de « motivations subjectives » de celle-ci,,,,.
1. L’action rationnelle en finalité (zweckrational) ou « téléologiquement rationnelle » : l’acteur conçoit un but précis et combine des moyens logiques pour y parvenir. Weber n’exclut pas les actions rationnelles du point de vue de l’acteur, mais jugées irrationnelles par l’observateur[56]. Elle correspond aux types d'action pour lesquels l'acteur détermine rationnellement à la fois les moyens et les buts de son action. Un chef d'entreprise efficace agit en fonction de ce type de rationalité : il ne se soucie pas des conséquences morales de ses actes (licenciements, par exemple), seule lui importe l'efficacité de ses actions. Une action est rationnelle parce que, pour l'acteur, les moyens choisis sont les plus efficaces pour atteindre les buts qu'il se donne. Ainsi, s'il considère qu'il a plus de chances de réussir un examen en dansant une danse pour lui porter chance qu'en révisant ses cours, un candidat au dit examen agit rationnellement de ce point de vue. Le jugement de l'observateur n'entre pas en ligne de compte pour juger de la rationalité de l'action.
2. L’action rationnelle en valeur (wertrational) ou « axiologiquement rationnelle »[56] : « Agit d’une manière purement rationnelle en valeur celui qui agit sans tenir compte des conséquences prévisibles de ses actes, au service qu’il est de sa conviction portant sur ce qui lui apparaît comme commandé par le devoir, la dignité, la beauté, les directives religieuses, la piété ou la grandeur d’une « cause », quelle qu’en soit la nature »[57]. Elle correspond aux actions par lesquelles un acteur cherche à accomplir une valeur. L'acteur ne se soucie pas des conséquences que peut avoir son action — seul lui importe l'accomplissement des exigences nées de la valeur qui est, pour lui, fondamentale. Un homme prêt à affronter un duel pour sauver son honneur, au prix possible de sa mort ; un capitaine de navire ne le quittant qu'en dernier lors d'un naufrage ; un chrétien prêt à se retirer de la vie dans un monastère ; sont autant d'exemples de ce type d'actions construites par la recherche de l'accomplissement d'une valeur. La spécificité de l'analyse de Weber est qu'il insiste sur le fait que si le but de ce type d'action (la valeur) est rationnel, les moyens choisis par l'acteur ne le sont pas : c'est en cela que l'action est rationnelle en valeur et non en finalité.
3. L’action affectuelle : l’action immédiatement déterminée par des affects ou des émotions, tels que la vengeance, la jouissance, le dévouement.
4. L’action traditionnelle : C’est « une manière morne de réagir à des excitations habituelles, qui s’obstine dans la direction d’une attitude acquise autrefois »[58]. Elle correspond aux types d'actions quasi « réflexes », « mécaniques » qui sont le produit de l'habitude, et où le sens et les motifs constitutifs de l'action ont, pour ainsi dire, disparu par répétition. Paradoxalement, Weber, qui fait du sens, au moins relativement conscient, le déterminant de l'action, indique que ce type d'action, où le sens a disparu, est le plus courant. L'action traditionnelle renvoie au « poids de l'éternel hier », ce qu'on fait parce qu'il en a toujours été ainsi.

Le sociologue Philippe Riutort précise que les actions réelles peuvent être dans la pratique une combinaison des quatre idéaux-types : « s'arrêter brusquement en voiture lorsque le feu vire au rouge peut découler d'un sentiment de peur de l'accident (action affective), d'une habitude intériorisée (action traditionnelle), d'un souci de respecter les règles de conduite automobile (action rationnelle en valeur), d'une crainte d'une amende (action rationnelle en finalité) ».
Cette définition de l'action sociale, correspond à ce que le sociologue Guy Rocher désigne par « la définition subjective de Max Weber ». Elle se distingue de « la définition objective d’Émile Durkheim ». Ces types d'actions prennent forme dans un cadre politique par l'opposition entre l'éthique de responsabilité (Verantwortungsethik) et l'éthique de conviction (Gesinnungsethik). L'éthique de responsabilité vise à mettre en adéquation les moyens avec les fins afin d'être le plus efficace possible, tandis que l'éthique de conviction insiste sur la cohérence totale entre l'action et les valeurs.

### «L'idéal-type»
Les idéaux-types - également qualifiés de « tableaux de pensée » ou d'« utopies », - sont une reconstruction stylisée de la réalité à partir de traits jugés significatifs, où il s'agit de distinguer plusieurs situations ou logiques typiques distinctes. Par exemple, dans L'Éthique protestante et l'Esprit du capitalisme, le puritain dont parle Weber n'est ni un puritain réel en particulier, ni une incarnation moyenne ; il est le puritain-type qui existe s'il n'était que puritain et rien d'autre, comme si l'intégralité de son existence était soumise à la logique puritaine.
Max Weber explique dans Essais sur la théorie de la science qu'on obtient un,, :

« idéal-type en accentuant unilatéralement un ou plusieurs points de vue et en enchaînant une multitude de phénomènes donnés isolément, diffus et discrets, que l'on trouve tantôt en grand nombre, tantôt en petit nombre, et par endroits pas du tout, qu'on ordonne selon les précédents points de vue choisis unilatéralement, pour former un tableau de pensée homogène (einheitlich). On ne trouvera nulle part empiriquement un pareil tableau dans sa pureté conceptuelle : il est une utopie. »

La philosophe Catherine Colliot-Thélène, indique que l'idéal-type « possède une valeur heuristique : en réduisant la complexité du réel, il permet d'isoler les consécutions causales à expliquer [...] ; en forçant la rationalité des logiques de l'action, il donne les moyens de cette explication ». Ainsi, plusieurs typologies peuvent être construites à partir d'un même champ d'investigation empirique (par exemple : la modernité, le capitalisme, etc.), variant selon les scientifiques (par exemple : Marx, Weber, Durkheim, etc.) ou les disciplines (par exemple : sociologie, histoire, économie, etc.). Il proposera par exemple quatre types idéaux pour rendre compte des conduites sociales : l’action rationnelle en finalité, l’action rationnelle en valeur, l’action affectuelle et l’action traditionnelle.

### Typologie de la domination légitime
Max Weber a élaboré différent une typologie de la domination, : 
1. la domination rationnelle-légale repose sur « la croyance en la légalité des règlements arrêtés et du droit de donner des directives qu’ont ceux qui sont appelés à exercer la domination par ces moyens ». Cette domination est impersonnelle : on se soumet à des lois, des règlements et des procédures codifiés[69] ;
2. la domination traditionnelle repose sur « la croyance quotidienne en la sainteté des traditions valables de tout temps et en la légitimité de ceux qui sont appelés à exercer l'autorité par ces moyens ». Cette domination est personnelle : on obéit à la personne du détenteur du pouvoir désigné par la tradition [69],[70] ;
3. la domination charismatique repose sur « la soumission extraordinaire au caractère sacré, à la vertu héroïque ou à la valeur exemplaire d'une personne, ou encore des ordres révélés par celle-ci ». Cette domination est personnelle et ne peut survivre à la personne qui incarne cette figure : elle doit donc se transformer en se « traditionalisant », ou en se « rationalisant »[70].

Pour Max Weber, la bureaucratie est le « type le plus pur », la domination rationnelle-légale,. Elle se distingue des deux autres types de domination par le fait qu'elle soit impersonnelle.

## Approche méthodologique de Max Weber

### Les «sciences de la culture»

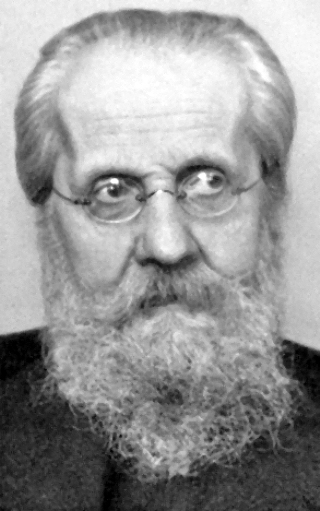
Heinrich Rickert.

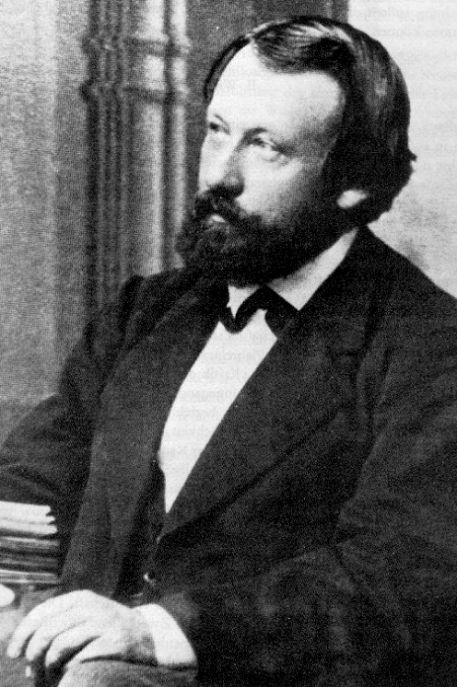
Wilhelm Dilthey.

Selon les contextes, Max Weber qualifie l'histoire et la sociologie comme de « sciences de la culture », de « sciences historiques », de « sciences empirique de l'action » (en opposition aux sciences « dogmatique », telle que la théorie juridique, la logique et l'esthétique), ou encore de « sciences de la réalité ».
Comme le souligne les sociologues Jean-Pierre Durand et Robert Weil, Max Weber publie son article L'objectivité de la connaissance dans les sciences et la politique sociale (1904) dans un contexte de « conflit des méthodes ». Il emprunte au philosophe allemand néokantien Heinrich Rickert les notions de culture et de valeur, la distinction entre sciences nomologiques (phénomènes observables via des lois) et sciences historiques (alors que le  philosophe allemand Wilhelm Dilthey distingue les sciences de l'esprit et de sciences de la nature), et la notion de Wertbeziehung (« rapport aux valeurs »).
Comme le note le sociologue Raymond Aron, pour Max Weber, « les caractères originaux [des sciences de l'histoire et de la société] sont  au nombre de trois : elles sont compréhensives, elles sont historiques et elles portent sur la culture. ». Pour Max Weber, il s'agit « d'explorer scientifiquement » la signification culturelle générale de la structure économico-sociale de la vie collective humaine et de ses formes historiques d'organisation.
Selon la philosophe Catherine Colliot-Thélène, pour Max Weber, l'histoire correspond à une science causale (démonstration et méthodologie rigoureuse) et une science du particulier (dans le sens où elle s'intéresse à une « configuration réelle, donc singulière, de la vie culturelle et sociale qui nous environne »). Il écrira, non sans ironie : « Pourquoi en effet s'intéresser à l'"histoire", si celle-ci se contente de montrer que, au fond, "tout à déjà existé" ? ». En découle une critique à l'égard du positivisme, et du monisme naturaliste. Plus généralement, il exprimera un rejet des explications monocausale, qu'elles soit idéalistes ou matérialistes/déterministes,.
Ainsi, la sociologie wébérienne n'est pas seulement actionniste (relative à l'action sociale) et compréhensive, elle est également historique, comparatiste, contextuelle et multicausale.

### La causalité
Max Weber considère que la compréhension de l'action des agents sociaux permet de fournir une explication des phénomènes sociaux. Le sociologue Alexis Trémoulinas, souligne que l'ouvrage L'Éthique protestante et l'Esprit du capitalisme illustre la nature de la causalité envisagée par Weber : « Weber a bien identifié un lien causal, non pas entre protestantisme et capitalisme mais entre éthique protestante et esprit du capitalisme ». Le sociologue Stephen Kalberg souligne que si « Weber s'attache à déterminer des liens causaux entre phénomènes historiques, [...] cette démarche ne se réduit pas à l'identification de facteurs culturels tels que les valeurs ».
L'imputation causale chez Max Weber est à la fois multiple, contextuelle et adéquate : 
- Mutiple dans le sens où plusieurs causes interviennent (causes nécessaires, causes facilitantes, etc.).
- Contextuelle dans la mesure où ces causes ne sont pertinentes que pour une situation historique particulière.
- Adéquate au sens où elle se distingue de la causalité accidentelle.

Le sociologue Alain Caillé résumera l'approche de Weber de la façon suivante : « Ce que son comparatisme historique [...] fait admirablement comprendre, c'est que le poids des facteurs causaux est constamment changeant et que chaque configuration historique déterminée constitue le lieu d'un entrelacs de causalités partielles et potentiellement réversibles, puisque ce qui est cause à tel moment ou en tel lieu cesse de l'être à d'autres ou devient effet ».

### «Jugements de valeurs» et «rapports aux valeurs»: la neutralité axiologique
En 1917, Max Weber prononce une conférence sur le métier et la profession de savant, à savoir La science comme profession et vocation, connu pour figurer dans Le Savant et le politique au côté d'un autre texte issu d'une conférence prononcée en 1919, à savoir La politique comme profession et vocation,. Il distingue Wertfreiheit, qui signifie absence de jugement de valeur, et Wertbeziehung, qui signifie rapport aux valeurs,. Autrement dit, pour Max Weber, il s'agit de différencier le « jugement de valeur » (appréciation qui introduit de l'irrationalité dans la pratique scientifique) et le « rapport aux valeurs » (toute activité, à commencer par la pratique scientifique, entretient des rapports à des valeurs).
Le terme Wertfreiheit sera d'abord traduit, en 1949, en anglais, par Talcott Parsons, par « axiological neutrality ». Puis, traduit en français en 1959 par Julien Freund, à partir de l'anglais (sous l’égide de Raymond Aron). En France, c'est donc d'abord la traduction de Julien Freund, à savoir « neutralité axiologique » qui s'est imposé (axiologique ici renvoie à axios en grec, qui signifie valeurs),,.
Dans une réédition des essais de Max Weber sur la vocation de savant, Isabelle Kalinowski, germaniste et sociologue, approfondit la question de la « Wertfreiheit » qu'elle considère traduite de manière inadéquate par « neutralité axiologique ». Elle éclaire d'abord le malentendu voulant que Weber ait prôné une absence totale d'engagement de la part des chercheurs. En réalité, Weber lui-même a oscillé toute sa vie entre la politique et la science, s'impliquant activement dans les deux domaines par ses publications politiques, ses contributions journalistiques, son rôle dans la création du parti démocrate allemand (DDP) et son influence sur la constitution de la république de Weimar,. Selon Isabelle Kalinowski, la notion de « neutralité axiologique », loin d'être fidèle à Weber, est le résultat d'une traduction problématique de « Wertfreiheit », utilisée dans comme un outil pour écarter les engagements politiques jugés trop radicaux, notamment pour discréditer les marxistes. Cette interprétation abusive s'écarte de l'intention originelle de Weber, qui visait à critiquer les enseignements teintés d'un conservatisme ou d'un nationalisme exacerbé. Selon Isabelle Kalinowski, il ne s'agit pas de voir la « Wertfreiheit » comme un débat entre neutralité et engagement, mais plutôt comme la distinction entre propagande et ce qu'elle nomme « non-imposition des valeurs ». Le cœur de la question réside donc dans l'usage déloyal des valeurs par ceux qui, profitant de leur autorité académique, les présentent de manière biaisée,. Selon Isabelle Kalinowski, Max Weber dit simplement que le savant doit être conscient des valeurs qui le guident (car impossible de rompre avec elles) et ne pas imposer indûment ses valeurs à son public (refus de la propagande).
Pour Max Weber, il existe un « rapport aux valeurs » qui motive la recherche, et évoque à ce propos un exemple : un anarchiste comme professeur de droit peut déceler des problèmes relatifs à l’État que d’autres chercheurs n’auraient pas remarqué : « situé en dehors des conventions et présuppositions qui paraissent si évidentes à nous autres, peut lui donner l’occasion de découvrir dans les intuitions fondamentales de la théorie courante du droit une problématique qui échappe à tous ceux pour lesquels elles sont par trop évidentes »,.
Dans Le danger sociologique, Gérald Bronner mobilise le concept de Wertfreiheit en le traduisant par neutralité axiologique. Ce livre a suscité des critiques diverses dans le monde académique,,.

## Quelques thèmes développés par Max Weber

### Rationalisations et rationalités
Comme le souligne les sociologues Alain Caillé et Philippe Chanial, Max Weber est le sociologue des rationalisations et des rationalités.

Max Weber accorde une grande importance au processus de rationalisation du monde,. Pour lui, les spécificités matérielles et intellectuelles du capitalisme moderne peuvent être expliquées par la singularité de la rationalité occidentale notamment à travers un de ses traits majeurs : la calculabilité. Si toutes les principales civilisations du monde ont connu un processus de rationalisation, il lui semble que ce processus ait connu une direction spécifique en Occident. Pour Max Weber l’intellectualisation du monde et la rationalisation des attitudes ne signifient pas qu'il y a une connaissance générale croissante des conditions de la vie moderne, mais plutôt, comme le dit Weber, : 

« que nous savons ou que nous croyons qu’à chaque instant nous pourrions, pourvu seulement que nous le voulions, nous prouver qu’il n’existe en principe aucune puissance mystérieuse et imprévisible qui interfère dans les cours de la vie ; bref, que nous pouvons maîtriser toute chose par la prévision. Mais cela revient à désenchanter le monde »

Il faut distinguer deux processus et conception de la rationalisation : d'une part, un processus qui rendre compte de la spécificité de l'Occident par rapport aux autres civilisations, qui correspond à une approche diachronique ;  et d'autre part, un processus qui rend compte de l'expansion de la rationalité dans toutes les sphères de la vie sociale par rapport à la société traditionnelle, qui correspond à une approche synchronique. Dans la première (diachronique), il y a une spécificité de l'Occident dans la mesure où il s'y est développé une forme particulière de rationalisme permettant la maîtrise croissante du monde : dans la modernité il n'y a plus de puissances mystérieuses et imprévisibles interférant dans la vie sociale, celle-ci devient matière et prévisible. Dans la seconde (synchronique), il y a une spécificité de la société moderne dans le sens où  elle se caractérise par une expansion de la rationalité dans toutes les sphères de la vie sociale (économie, droit, administration, science, art, etc.), et par le fait que les acteurs sociaux sont orientés moins par les actions rationnelles par rapport aux valeurs que par les actions rationnelles par rapport aux fins.
Le processus de rationalisation et de l’intellectualisation du monde moderne se manifeste par un recul du religieux et du magique dans les rapports sociaux,. Mais si c'est un monde sans magie, Max Weber insiste sur le fait que c'est aussi un monde dépourvu de sens,. Le désenchantement du monde a comme effet une « vacance du sens ». Ainsi, Max Weber décrit un monde qui, s'il atrophie le sens mystique c'est pour mieux hypertrophier la raison. La sociologue Françoise Mazuir note que cette perte de sens, cette vacance de sens, permet la naissance d'un polythéisme des valeurs (multiplicité des valeurs) qui produit des paradoxes, l’impossibilité de consensus, et le fait que les individus soient confrontés aux antinomies de l’action (notamment entre éthique de la responsabilité et éthique de la conviction).
Selon le sociologue américain Stephen Kalberg, Max Weber distingue quatre types de rationalité : la rationalité « pratique », la rationalité « théorique », la rationalité « formelle » et la rationalité « substantielle ». Pour lever des ambiguïtés sémantique, les sociologues Alain Caillé et Philippe Chanial propose plutôt de parler de rationalité « utilitaire », « cognitive », « procédurale », « axiologique » :
1. La rationalité pratique : forme de rationalité de l’action qui implique une adaptation de l'individu aux multiples intérêts de la vie quotidienne en utilisant des calculs rationnels moyens-fins.
2. La rationalité formelle : forme de rationalité de l’action qui repose sur des processus de décision s’opérant « sans considération de personne », c’est-à-dire en référence à des règles, lois, etc.
3. La rationalité substantielle : forme de rationalité de l’action qui repose sur un ensemble de valeurs.
4. La rationalité théorique : forme de rationalité de l’action qui repose sur une maîtrise de la réalité via des modèles conceptuels cohérent. S’opère par des processus cognitifs plutôt qu’en référence à des valeurs, des intérêts ou des traditions. Elle peut être aussi bien le fait de théologiens que des scientifiques modernes.

Les rationalités « formelle » et « pratique » sont en lien avec l'action rationnelle en finalité, alors que la rationalité « substantielle » est en lien avec l'action rationnelle en valeur.
Ainsi, pour Max Weber, si les processus de rationalisation se sont développés d’une façon universelle, chaque civilisation (européenne, américaine, chinoise, indienne, etc.) a connu un développement particulier. Il s'agit alors, dans une approche comparative, de distinguer leur singularité : dans les sociétés occidentales modernes, par exemple, les processus de rationalisation pratique, théorique et formelle dominent les processus de rationalisation substantielle.

### Capitalisme

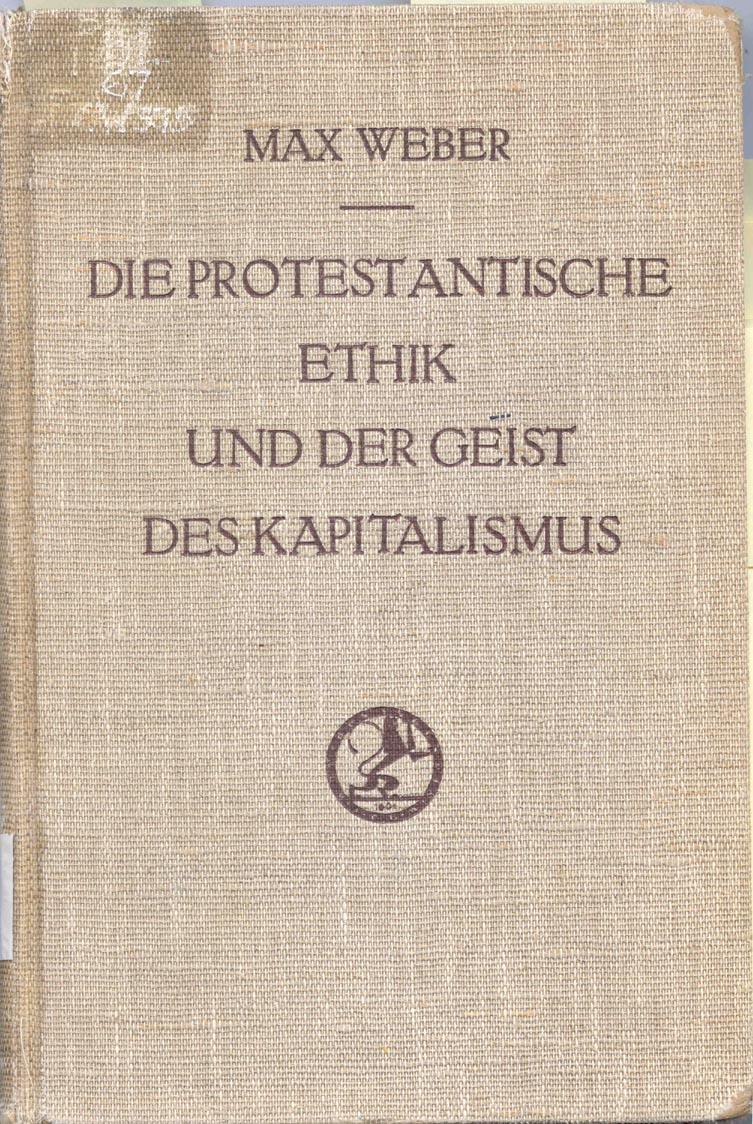
Couverture de l'édition originale de L'éthique protestante et l'esprit du capitalisme.

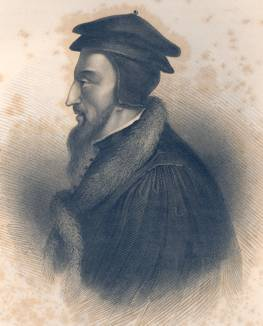
Jean Calvin.

Comme le souligne la philosophe Catherine Colliot-Thélène, Max Weber a moins cherché à traiter du capitalisme en général que d'étudier ses variantes dans la mesure où il s’intéresse à ce qui distingue la civilisation occidentale moderne des autres civilisations passées et contemporaine. Dans L'Éthique protestante et l'esprit du capitalisme il traite du capitalisme moderne ; dans Économie et société dans l'Antiquité il traite du capitalisme de l'Antiquité.
L'Éthique protestante et l'esprit du capitalisme, porte sur un épisode particulier de l'histoire occidentale : la naissance du capitalisme moderne. Il aborde un trait spécifique de cet épisode : la formation de l'éthique du travail. Il cherche à établir une corrélation causale entre un aspect du dogme protestant et un aspect de la conduite de vie de l'entrepreneur capitaliste moderne. Les deux phénomènes entre lesquels cette corrélation est établie, à savoir « l'éthique protestante » et « l'esprit du capitalisme », sont définis de manière idéal-typique : dans l'objectif de faire ressortir ce qui distingue cette variante du capitalisme.
Précisons que cet « esprit » ne se réduit pas à la recherche de profit, comme l'exprimera Max Weber :

« La “soif d’acquérir”, la “recherche du profit”, de l’argent, de la plus grande quantité d’argent possible, n’ont en eux-mêmes rien à voir avec le capitalisme. Garçons de café, médecins, cochers, artistes, cocottes, fonctionnaires vénaux, soldats, voleurs, croisés, piliers de tripots, mendiants, tous peuvent être possédés de cette même soif. […] L’avidité d’un gain sans limite n’implique en rien le capitalisme, bien moins encore son “esprit”. […] Mais il est vrai que le capitalisme est identique à la recherche du profit, d’un profit toujours renouvelé, dans une entreprise continue, rationnelle et capitaliste – il est recherche de la rentabilité. »

Cet « esprit » est en fait moins un sens des affaires qu'une « disposition » (Gesinnung), une « conduite de vie » (Lebensfürhung), un « habitus », qui correspond à des motivations particulières au travail et à l'enrichissement,.
Max Weber établi un lien entre une forme de rationalité et le capitalisme occidental moderne : « Le capitalisme d'entreprise moderne et rationnel a besoin de moyens techniques calculables [berechenbar], mais il a besoin tout autant d'un droit prévisible [berechenbar] et d'une administration régie selon des règles formelles ». Ainsi, calculabilité, prévisibilité et formalisme du droit et de l'administration politique bureaucratique sont des traits spécifiques du capitalisme moderne.
Selon Max Weber, le capitalisme occidental moderne a été encouragé par le protestantisme. En effet, pour le calvinisme, la profession  est  un  devoir, une vocation (Beruf), et une  épreuve  de  la  foi ;  le  goût  de l’épargne, l’austérité  du  train  de  vie, l’ascétisme  des  mœurs, la  discipline  au  travail, la conscience  professionnelle  en sont  des  valeurs  fondamentales.
Résumant la thèse de Max Weber, Catherine Colliot-Thélène explique que ce qui caractérise les individus des sociétés occidentales modernes, est une forme abâtardie de rationalisme correspondant à l'intériorisation des contraintes objectives que font peser sur lui les structures de l'économie capitaliste et de la politique bureaucratisée : ce qui reste de l'« esprit du capitalisme », c'est « l'"objectivité" froide et insensible à l'humanité, l'"esprit de calcul", la logique rationnelle, un sérieux dans le travail dépouillé de toute naïveté devant la vie ainsi que le confinement dans une spécialité », et l'aspiration à se faire une place dans le monde avec les moyens qu'offre l'économie, tout ceci désormais sans la justification éthique et la cohérence interne que représentait l'éthique protestante. Le « devoir de travail » demeure, alors même qu'ont disparu les convictions religieuses qui lui donnaient une valeur éthique aux premiers temps du capitalisme. C'est dans ce contexte qu'il utilise l'image devenue célèbre de la « cage d'acier » (stahlhartes Gehaüse) : « Le puritain, soulignait ainsi Weber, voulait être un homme de la profession-vocation, nous sommes forcés de l’être ».

### Sociologie de la religion

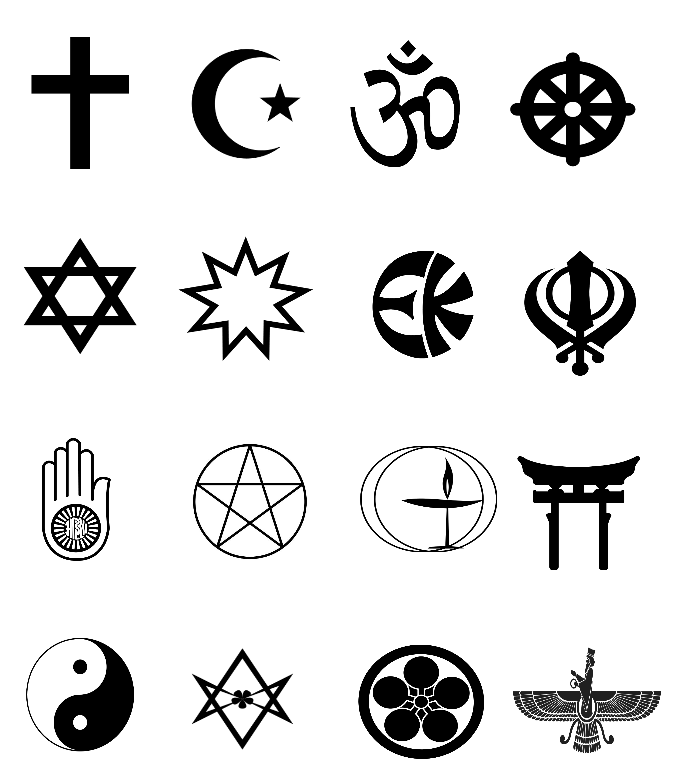
Symboles représentant les différentes religions : Chrétiens, musulmans, hindous, bouddhistes, Juifs, Baha'is, Eckistes, Sikhs, Jains, Wiccans, UU's, Shintoïstes, Taoïstes, Thélémites, Tenrikyoïstes, Zoroïstes, Taoïstes, Thélémites, Tenrikyoïstes, Zoroastriens.

Dans L'Éthique protestante et l'Esprit du capitalisme, Confucianisme et Taoïsme, Hindouisme et Bouddhisme, Le Judaïsme antique, Max Weber développe une sociologie de la religion. Un recueil de textes sur ce thème, Sociologie des religions, a été publié par Gallimard en 1996.
Après avoir conduit une étude sur le lien entre protestantisme et capitalisme (L'Éthique protestante et l'Esprit du capitalisme), Max Weber a mené des études comparatives (rassemblées dans L'Éthique économique des religions mondiales) avec d'autres sphères de civilisation, en particulier la Chine et l'Inde, dans lesquelles les formes particulières de croyances religieuses (confucianisme et taoïsme, hindouisme et bouddhisme) ont au contraire fait obstacle à un développement analogue.
De façon générale, d'après la philosophe Catherine Colliot-Thélène, Max Weber défend l'idée que la religion ne peut être considérée comme intrinsèquement irrationnelle dans le sens où elle recèle des dynamiques propres de rationalisation,. Néanmoins, selon lui, ces formes de rationalisation sont fondamentalement inconciliables avec les modes de fonctionnement particuliers que les sphères profanes (économie et politique) ont développés dans les sociétés occidentales modernes. De plus, le sociologue Danilo Martuccelli précise Max Weber ne dit pas que le monde moderne est pour autant pleinement rationalisé et à l'abri des passions humaines.
Max Weber accorde une place centrale à la notion de « charisme » aussi bien dans sa sociologie des religions que dans sa sociologie politique. Il conceptualise la notion de domination charismatique qui inclut des figures charismatiques certains types de magiciens (le chaman), de prophètes et fondateurs de religion (Mahomet), mais également les héros guerriers, des philosophes ou artistes. Dans le domaine du religieux, explique le sociologue Jean-Paul Willaime à propos de Max Weber, les figures du prêtre, du sorcier et du prophète incarne trois types idéaux de la légitimation du pouvoir (types de domination légitime) : « Le prêtre est l’autorité religieuse de fonction qui s’exerce au sein d’une entreprise bureaucratisée de salut. Le sorcier, l’autorité religieuse qui s’exerce auprès d’une clientèle reconnaissant le savoir-faire du porteur authentique d’une tradition. Le prophète, l’autorité religieuse personnelle de celui qui est reconnu sur la base d’une révélation dont il se prévaut ».

### Communalisation et sociation
Alors que Ferdinand Tönnies oppose le Moyen Âge et l'époque contemporaine, cette opposition est chez Max Weber résolue dans une perspective complémentariste : Weber ne parle ni de « communauté » (Gemeinschaft) ni de « société » (Gesellschaft) mais plutôt de « communalisation » (Vergemeinschaftung) et de « sociation » (Vergesellschaftung). La Vergemeinschaftung (communalisation) désigne une relation sociale qui repose sur des sentiments subjectif (traditionnel ou affectif) de communauté éprouvés par les individus qui s'y trouvent impliqués ;  la Vergesellschaftung (sociation) désigne les relations sociales qui reposent sur la rationalité (de valeur ou de finalité),, : 

« Nous appelons communalisation [Vergemeinschaftung] une relation sociale lorsque, et tant que, la disposition de l’activité sociale se fonde – dans le cas particulier, en moyenne ou dans le type pur – sur le sentiment subjectif (traditionnel ou affectif) des participants d’appartenir à une même communauté [Zusammengehörigkeit]. Nous appelons sociation [Vergesellschaftung] une relation sociale lorsque, et tant que, la disposition de l’activité sociale se fonde sur un compromis [Ausgleich] d’intérêts motivé rationnellement (en valeur ou en finalité) ou sur une coordination [Verbindung] d’intérêts motivée de la même manière. »

## Réception et héritage

### Réception de son œuvre
En France, la réception de l’œuvre de Max Weber a été tardive. Raymond Aron introduit Max Weber fin des années 1930, notamment via La Philosophie critique de l'histoire (1938) et Introduction à la philosophie de l'histoire (1938). Raymond Aron, accorde également une place à Max Weber, dans son ouvrage Les Étapes de la pensée sociologique (1967) concernant les fondateurs de la sociologie. Les premières traductions en français datent années 1960-1970 :  Le Savant et le Politique (1959) ; L'Éthique protestante et l'esprit du capitalisme (1964) ; Essais sur la théorie de la science (1965) ; Le Judaïsme antique (1970) ; Économie et Société  I (1971). Mais compte tenu de la suprématie d'Émile Durkheim, du structuralisme et du marxisme, Max Weber peine à s'imposer en France. On doit aux philosophes Philippe Raynaud et surtout Catherine Colliot-Thélène le regain des études wébériennes en France.

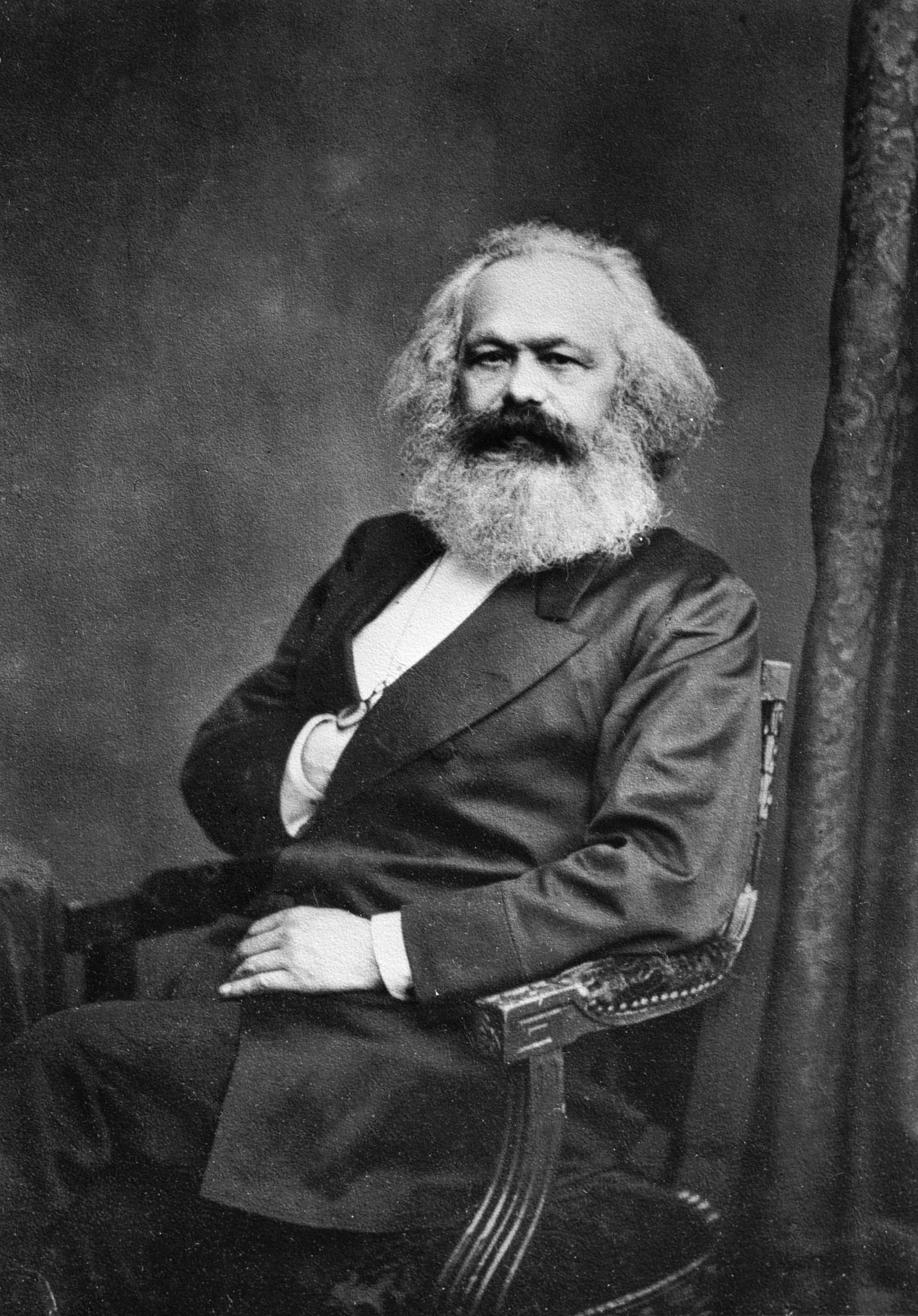
Karl Marx.

Max Weber a souvent été opposé, à tort, à Émile Durkheim ou à Karl Marx. Par exemple, explique Catherine Colliot-Thélène, Raymond Aron et Julien Freund tendaient à faire de Max Weber un adversaire de Karl Marx, sur le plan scientifique aussi bien que sur le plan politique : la « sociologie compréhensive » de Max Weber paraissait fournir les moyens d'édifier une sociologie de l'action (opposée à la sociologie des structures) se recommandant de l'« individualisme méthodologique » (opposé au holisme) et supposée entretenir des relations d'affinité avec le libéralisme politique. Catherine Colliot-Thélène cite entre autres une confidence faite par Max Weber peu avant sa mort à un de ses amis : « La sincérité d’un intellectuel aujourd’hui, singulièrement d’un philosophe, peut se mesurer à la façon dont il se situe par rapport à Nietzsche et à Marx. Celui qui ne reconnaît pas que sans le travail de ces deux auteurs, il n’aurait pu mener à bien une grande partie de son travail se dupe lui-même et dupe les autres. Le monde intellectuel dans lequel nous vivons a été en grande partie formé par Marx et Nietzsche. ». Plus précisément, si Max Weber critique le « monisme économiste » du matérialisme historique de Marx (Weber est plus généralement critique du déterminisme monocausale), il reconnait par ailleurs l'« importance heuristique éminente » des concepts marxistes. De même, s'il existe des fossés entre Weber et Durkheim, il existe également des ponts, et il  convient  de  ne  pas  exagérer  les  oppositions.
L'influence de Max Weber est revendiqué par de nombreux courants en sciences sociales : structuralisme génétique, fonctionnalisme, individualisme méthodologique, ethnométhodologie…. Ainsi, en France, des figures aussi opposées que celle de Raymond Boudon (individualisme méthodologique) et de Pierre Bourdieu (structuralisme génétique) s'en réclament. Aux États-Unis, le sociologue Talcott Parsons s'inspire de Max Weber dans sa théorisation de l'action sociale et a traduit par ailleurs, en 1930, L'Éthique protestante et l'Esprit du capitalisme en anglais.

### Héritage

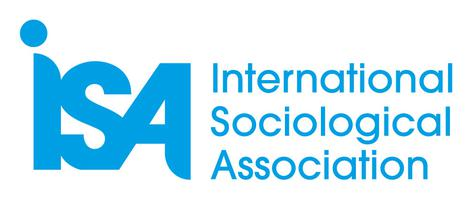
Logo de l'Association internationale de sociologie.

En 1998, l'Association internationale de sociologie a classé les ouvrages suivants : 
- Économie et société : 1er sur la liste des livres de sociologie les plus importants du XXe siècle ;
- L'Éthique protestante et l'Esprit du capitalisme : 4e sur la liste des livres de sociologie les plus importants du XXe siècle.

## Œuvres

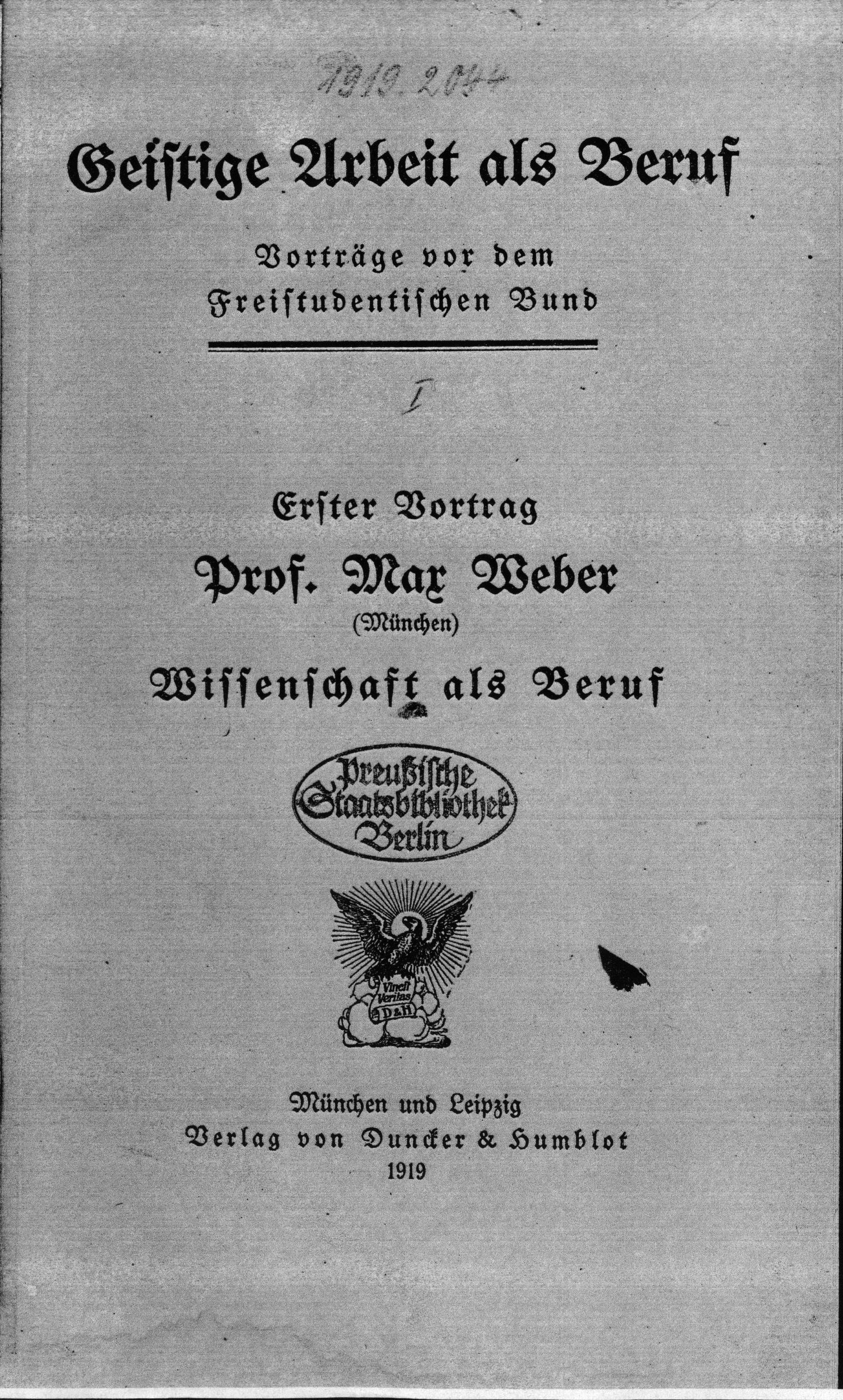
Max Weber - Wissenschaft als Beruf 1919.

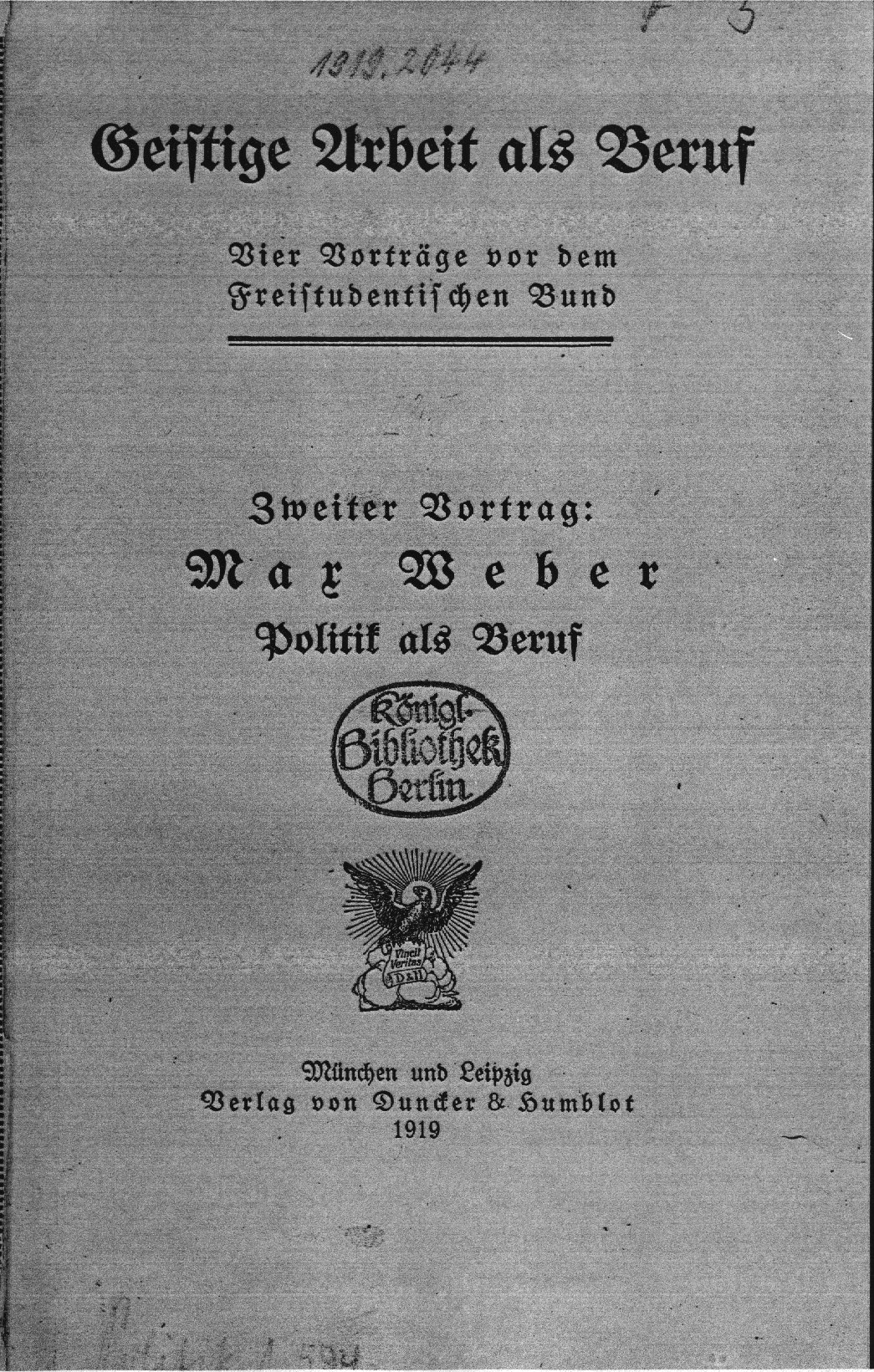
Max Weber - Politik als Beruf 1919.

Pour illustrer la manière dont les travaux de Max Weber ont été introduits en France, ils sont présentés dans l'ordre chronologique de leur édition en français :
- Max Weber (trad. Julien Freund, préf. Raymond Aron), Le Savant et le Politique, Paris, Plon, 1959 (1re éd. 1917 et 1919).
- Max Weber (trad. Jacques Chavy), L'Éthique protestante et l'Esprit du capitalisme, Paris, Plon, 1964 (1re éd. 1904-1905).
- Max Weber (trad. Julien Freund), Essais sur la théorie de la science, Paris, Plon, 1965 (1re éd. 1904-1917).
- Max Weber (trad. Freddy Raphaël), Le Judaïsme antique, Paris, Plon, 1970 (1re éd. 1917-1918).
- Max Weber (trad. Julien Freund), Économie et Société, Paris, Plon, 1971 (réimpr. 1995 et 2003) (1re éd. 1921 posthume), XXII-651 p. .
- Max Weber (trad. Philippe Fritsch), La Ville : L'organisation et les puissances de la société dans leur rapport avec l'économie, Paris, Aubier, 1982. Extrait du tome 2 d'Économie et société). L'intégralité du tome 2 est éditée chez Pocket en 2003 (sous-titre : L'organisation et les puissances de la société dans leur rapport avec l'économie). Rééd. chez Les Belles lettres, 2013 et La Découverte, 2014.
- Max Weber (trad. M. Martin), De la liberté intellectuelle et de la dignité de la vocation universitaire, Toulouse, Presse de l'IEP de Toulouse, 1983.
- Max Weber (trad. Jacques Grosclaude, préf. Philippe Raynaud), Sociologie du droit, Paris, PUF, 1983. Rééd. Quadrige, 2013.
- Max Weber (trad. Denis Vidal-Naquet), « Enquête sur la situation des ouvriers agricoles à l'est de l'Elbe. Conclusion prospectives », Actes de la recherche en sciences sociales, no 65,‎ 1986, p. 65-69 (lire en ligne, consulté le 20 avril 2024).
- Max Weber (trad. Christian Bouchindhomme), Histoire économique, Paris, Gallimard, 1991 (1re éd. 1923 posthume).
- Max Weber (trad. Julien Freund), Essais sur la théorie de la science, Paris, Presses Pocket, 1992 (1re éd. 1904-1917) (ISBN 978-2-266-04847-7).
- Max Weber (trad. Jean-Pierre Grossein), Sociologie des religions, Paris, Gallimard, 1996.
- Max Weber (trad. Catherine Colliot-Thélène et Françoise Laroche, préf. Hinnerk Bruhns), Économie et société dans l'Antiquité, Paris, La Découverte, 1998 (1re éd. 1909).
- Max Weber (trad. Jean Molino et Emmanuel Pedler), Sociologie de la musique : Les fondements rationnels et sociaux de la musique, Paris, Métailié, 1998 (1re éd. 1921 posthume).
- Max Weber (trad. P. Morin), La Bourse, Paris, Éditions Transition, 1999.
- Max Weber (trad. Catherine Colliot-Thélène et Jean-Pierre Grossein), Confucianisme et taoïsme, Paris, Gallimard, 2000 (1re éd. 1916).
- Max Weber (trad. Isabelle Kalinowski), L'Éthique protestante et l'Esprit du capitalisme, Paris, Flammarion, 2000 (1re éd. 1904-1905).
- Max Weber (trad. Michel Coutu), Rudolf Stammler et le Matérialisme historique, Paris, Éditions du Cerf, 2001.
- Max Weber (trad. Jacques Chavy), L'Éthique protestante et l'Esprit du capitalisme, Paris, Gallimard, 2003 (1re éd. 1904-1905). Suivit d'autres essais : Les Sectes protestantes ; Anticritique.
- Max Weber (trad. Isabelle Kalinowski et Roland Lardinois), Hindouisme et bouddhisme, Paris, Flammarion, 2003 (1re éd. 1916).
- Max Weber (trad. Catherine Colliot-Thélène), Le Savant et le Politique, Paris, La Découverte, 2003 (1re éd. 1917 et 1919).
- Max Weber (trad. Elizabeth Kauffmann, Jean-Philippe Mathieu et Marie-Ange Roy), Œuvres politiques, Paris, Albin Michel, 2004 (1re éd. 1895-1919). Présentation par Elisabeth Kauffmann et introduction de Catherine Colliot-Thélène.
- Max Weber (trad. Isabelle Kalinowski), La Science, profession et vocation, Marseille, Agone, 2005. Suivi d'un commentaire de Isabelle Kalinowski : « Leçons wébériennes sur la science et la propagande ».
- Max Weber (trad. Isabelle Kalinowski), Sociologie de la religion, Paris, Champs-Flammarion, 2006.
- Max Weber (trad. Isabelle Kalinowski), Le Judaïsme antique, Paris, Flammarion, 2010 (1re éd. 1917-1918).
- Max Weber (trad. Paul-Louis van Ber), Sur le travail industriel, Editions de l’Université de Bruxelles, 2012.
- Max Weber (trad. Isabelle Kalinowski), La Domination, Paris, La Découverte, 2014 (1re éd. 1914).
- Max Weber (trad. Jean-Pierre Grossein), Concepts fondamentaux de sociologie, Paris, Gallimard, 2016 (ISBN 978-2-07-078528-5).
- Max Weber (trad. Catherine Colliot-Thélène et Élisabeth Kauffmann), Les Communautés, Paris, La Découverte, 2019.
- Max Weber (trad. Frédéric Joly), L'"Esprit" du capitalisme, Paris, Payot, 2019 (EAN 9782228923934). Suivi de Le fantôme dans la machine financière par Arjun Appadurai
- Max Weber (trad. Olivier Mannoni), Faire de la politique, Paris, Payot, 2024 (1re éd. 1919).